# Mordowija Ariena
Mordowija Ariena (ros. Мордовия Арена) – stadion piłkarski w Sarańsku, w Rosji. Został wybudowany w latach 2010–2018 i zainaugurowany 21 kwietnia 2018 roku. Swoje spotkania na obiekcie rozgrywają piłkarze klubu Mordowija Sarańsk, którzy przed otwarciem nowej areny występowali na stadionie Start. Stadion był jedną z aren piłkarskich Mistrzostw Świata 2018. Pojemność stadionu podczas tego turnieju wynosiła 44 149 widzów. Po mistrzostwach świata została zredukowana do około 30 000.